# Der Kroatien-Krimi
Der Kroatien-Krimi ist eine deutsche Kriminalfilmreihe, die seit September 2016 in unregelmäßigen Abständen im Rahmen des „DonnerstagsKrimis im Ersten“ ausgestrahlt wird. Produziert wird die Reihe von der Constantin Television GmbH, im Auftrag der ARD Degeto für die ARD.

## Produktionsnotizen
Hauptschauplatz der Krimireihe sind die Hafenstadt Split und die Adriainseln, wie etwa Brač.
Lenn Kudrjawizki verkörperte ab dem Pilotfilm den Kommissar Emil Perica in einer durchgehenden Hauptrolle. Von der ersten Folge Der Teufel von Split bis zu ihrem Serientod in der siebten Episode Tote Mädchen war Neda Rahmanian als Kommissarin Branka Marić in der weiblichen Hauptrolle zu sehen. Seitdem spielt Jasmin Gerat die Kommissarin Stascha Novak, die bis Folge 16 Die toten Frauen von Brac mit der Gerichtsmedizinerin Brigita Stević eine Beziehung hat. Die Kommissare werden seit Folge 1 von Borko Vučević (Kasem Hoxha) und ihrem Vorgesetzten Tomislav Kovačić (Max Herbrechter) unterstützt.
Ab der Folge 17 übernahm Romina Küper die Rolle der Ermittlerin Valessa Matkovic, Lenn Kudrjawizki schied aus der Reihe aus.

## Besetzung

### Aktuelle Darsteller

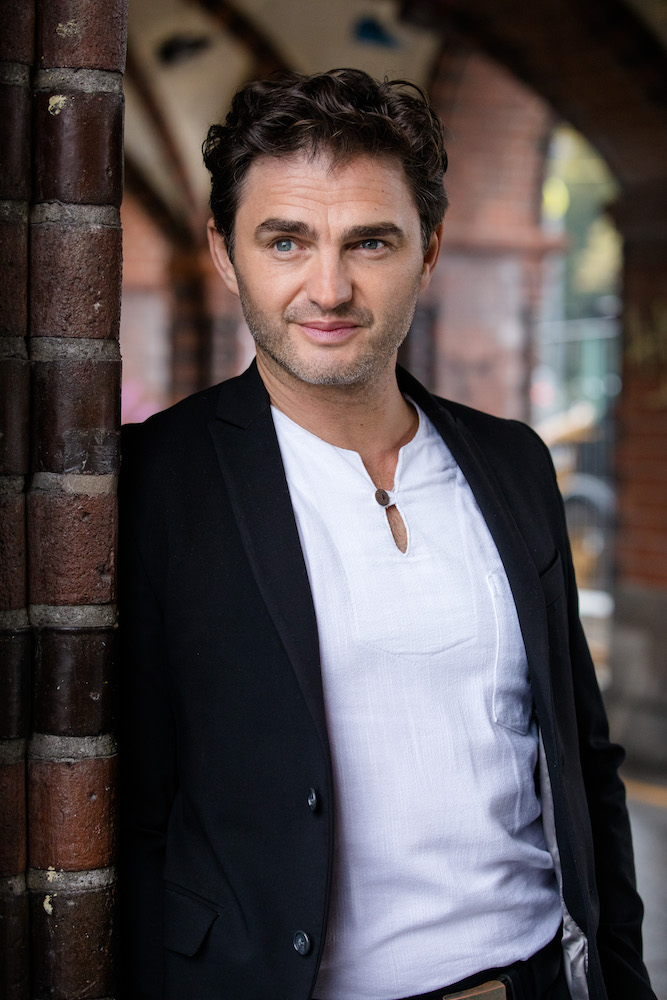
Lenn Kudrjawizki
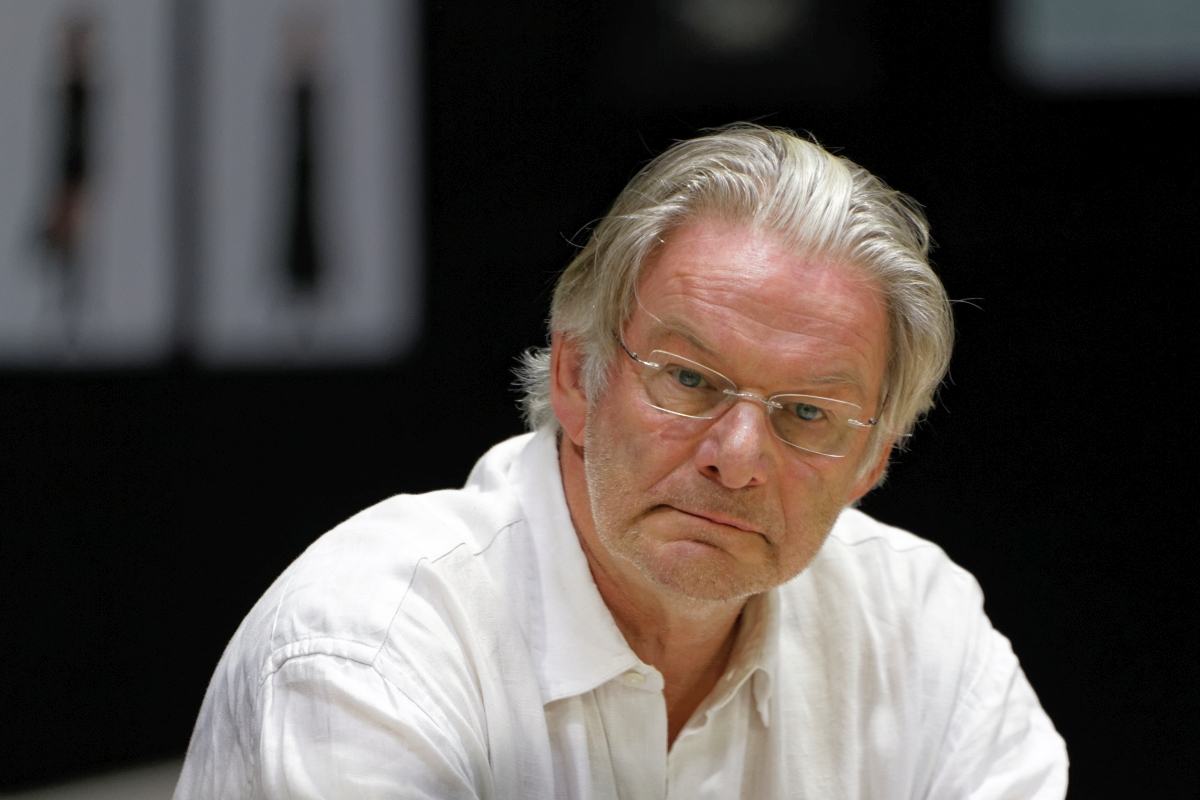
Max Herbrechter
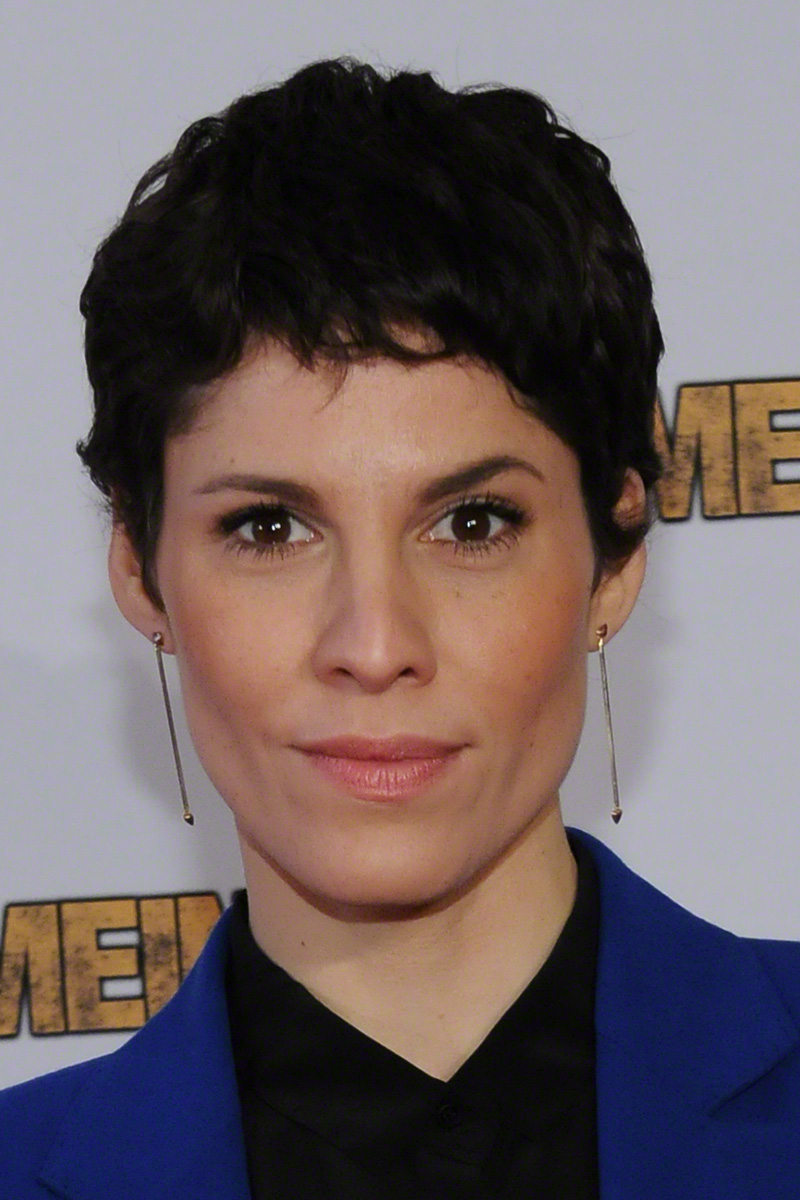
Jasmin Gerat
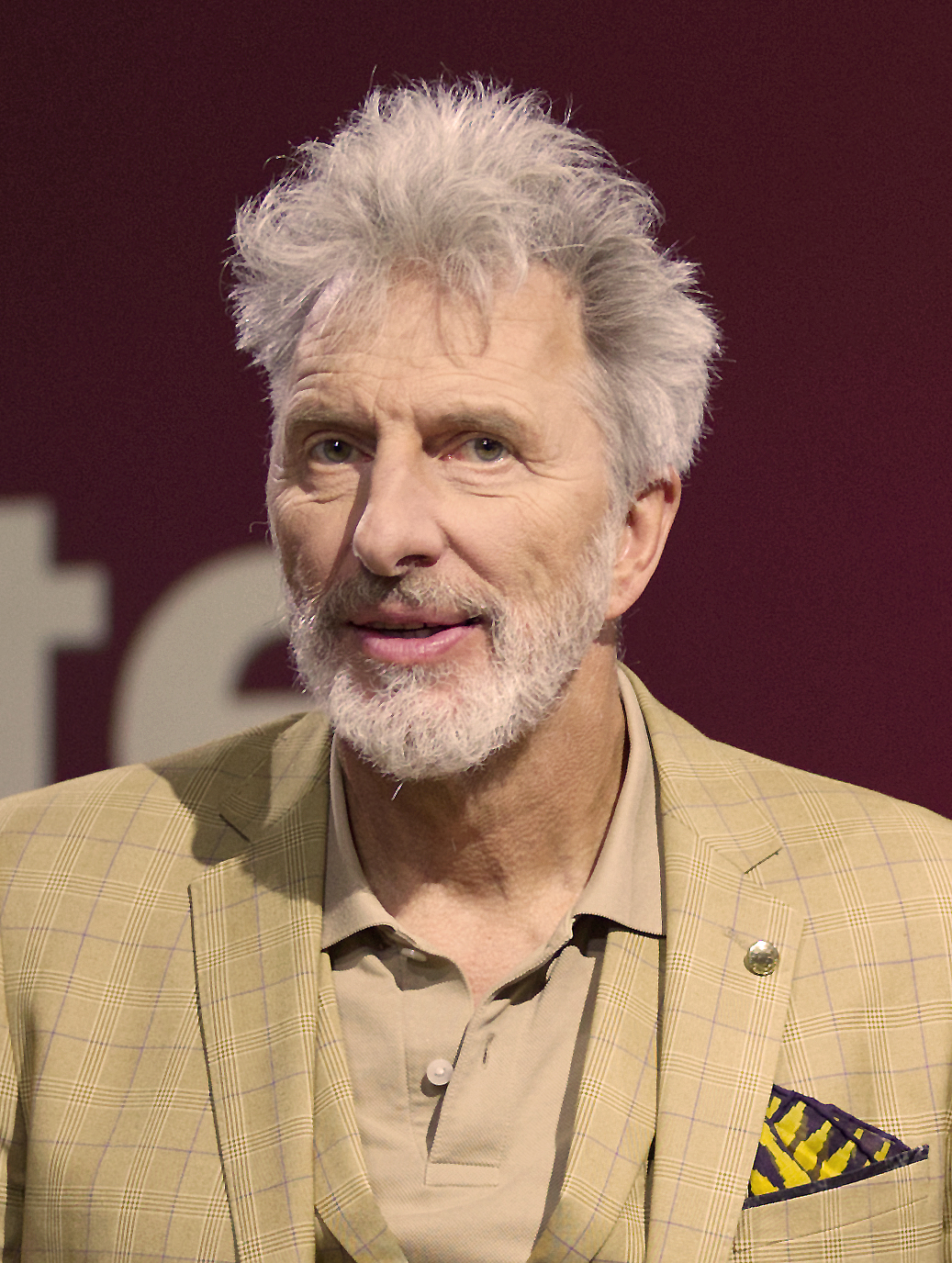
Rufus Beck

| Schauspieler      | Rollenname       | Beschreibung                                      | Episoden | Zeitraum  |
| ----------------- | ---------------- | ------------------------------------------------- | -------- | --------- |
| Lenn Kudrjawizki  | Emil Perica      | Kommissar                                         | 1–       | seit 2016 |
| Kasem Hoxha       | Borko Vucević    | Kommissar im Dezernat; ehemaliger Soldat          | 1–       | seit 2016 |
| Max Herbrechter   | Tomislav Kovačić | Kommissariatsleiter                               | 1–       | seit 2016 |
| Jasmin Gerat      | Stascha Novak    | Kommissarin; kurzzeitig liiert mit Brigita Stević | 7–       | seit 2020 |
| Jenny Maria Meyer | Minka Novak      | Schwester von Stascha                             | 8–       | seit 2020 |
| Rufus Beck        | Branko Novak     | Vater von Stascha                                 | 9–       | seit 2021 |

### Ehemalige Darsteller

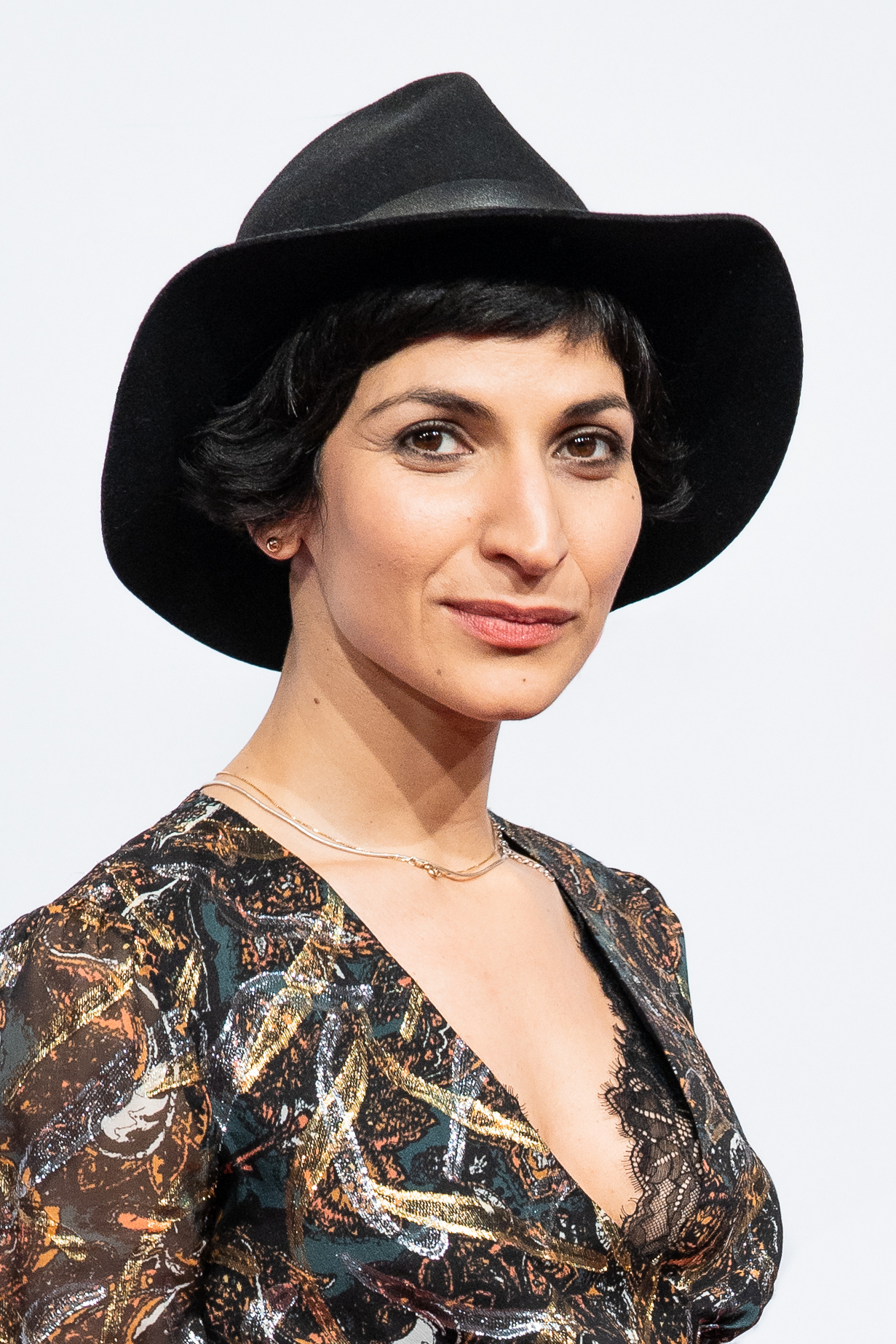
Neda Rahmanian
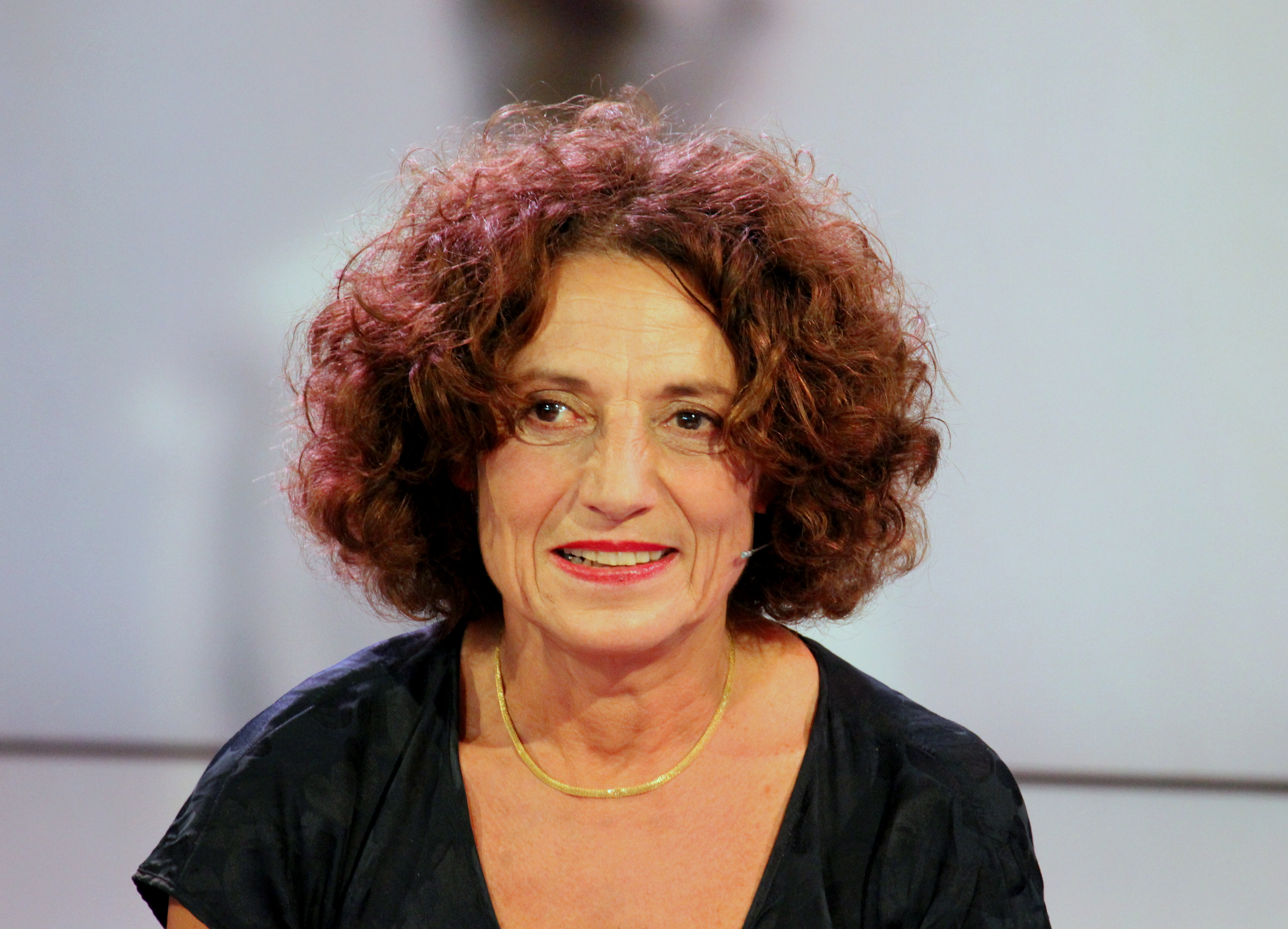
Adriana Altaras
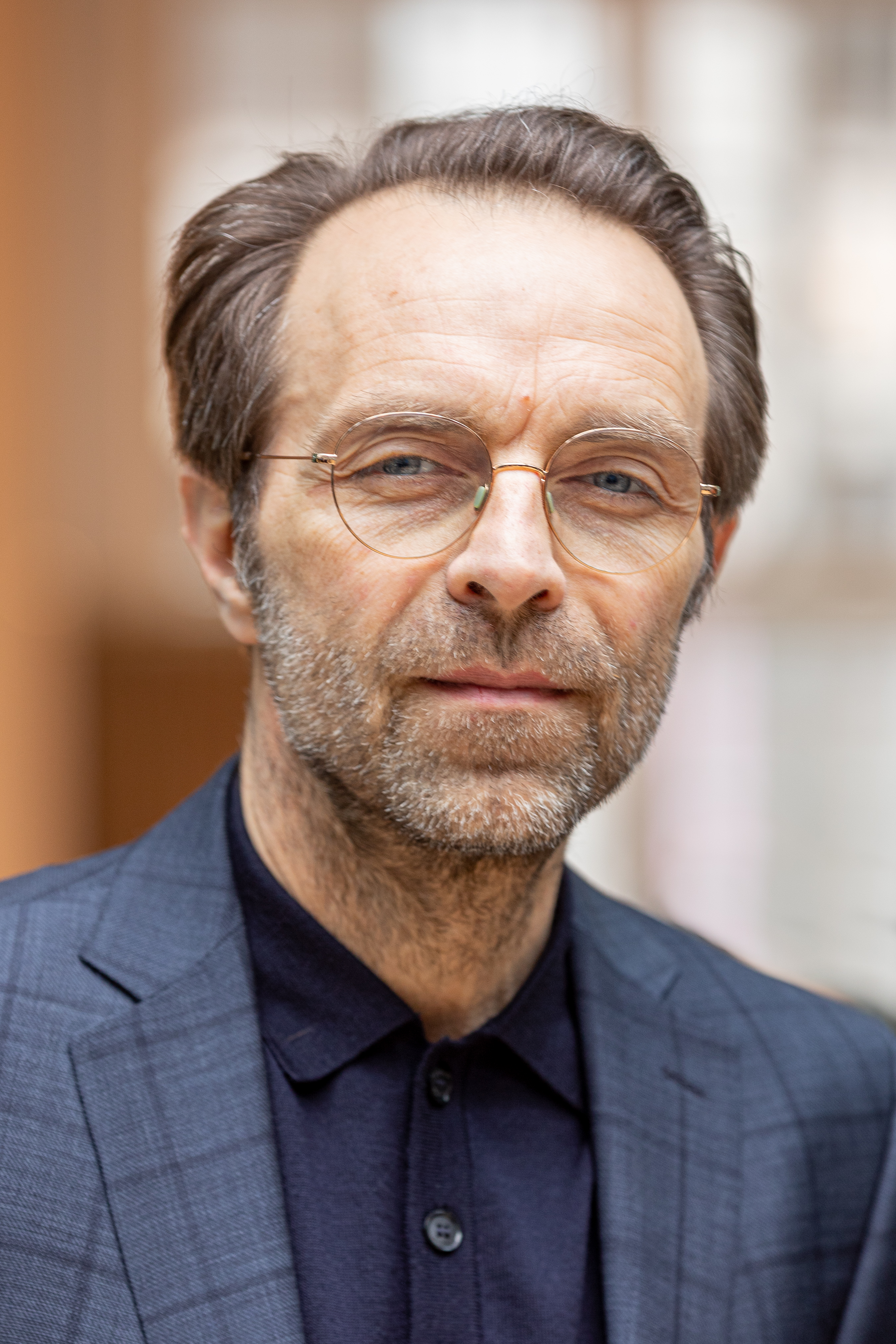
Aleksandar Jovanovic
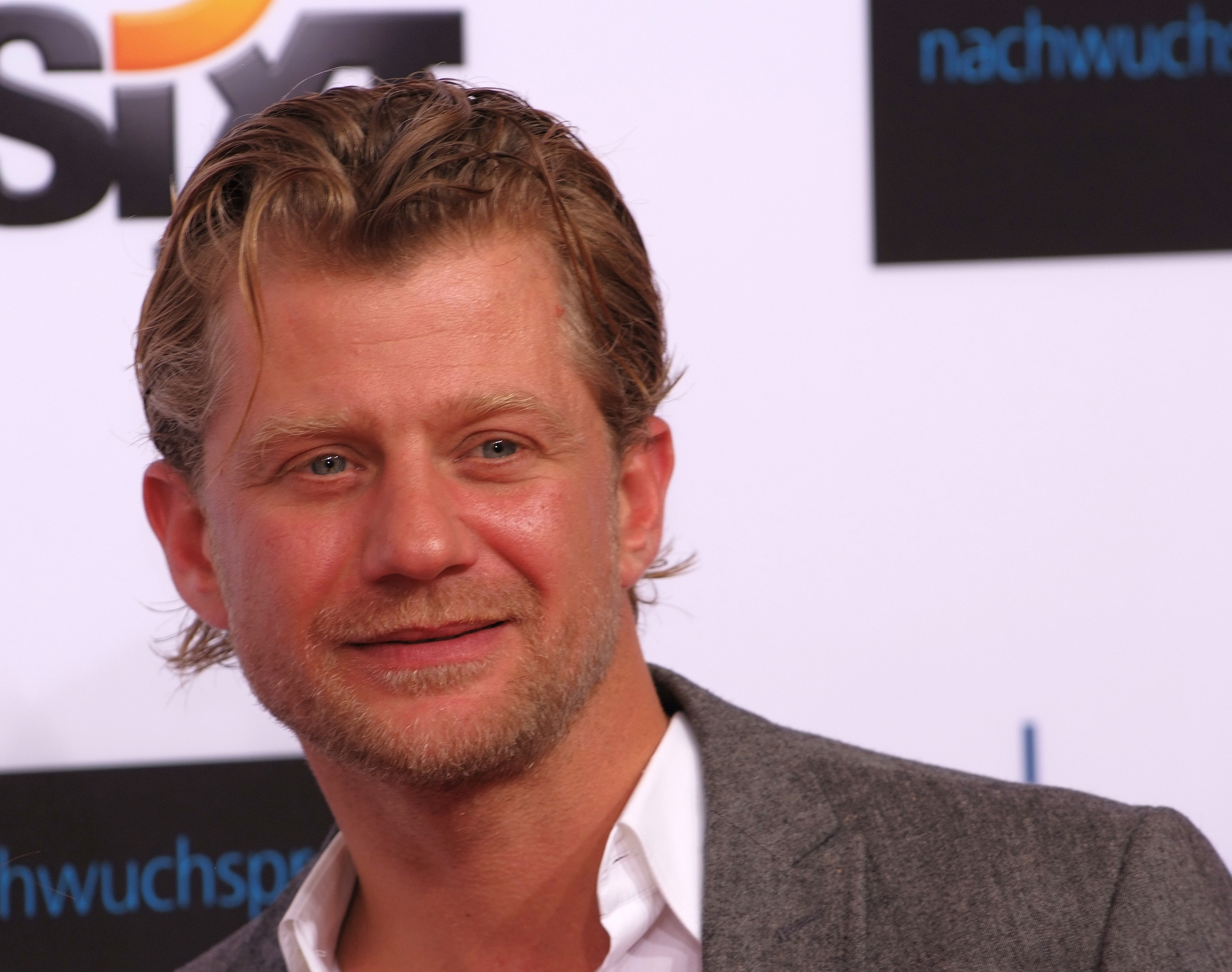
Andreas Guenther
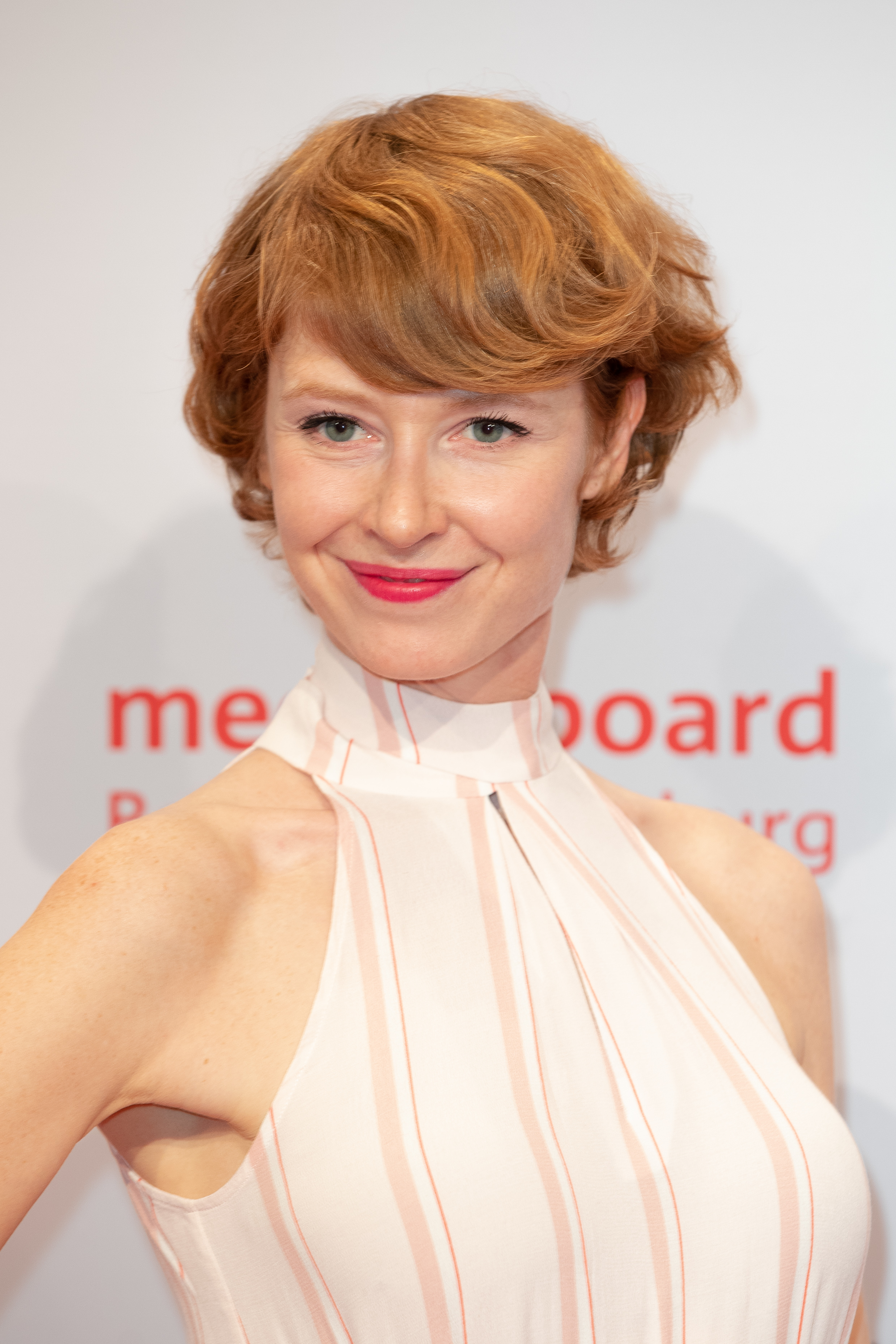
Sarah Bauerett

| Schauspieler         | Rollenname      | Position                                                 | Episoden | Zeitraum  |
| -------------------- | --------------- | -------------------------------------------------------- | -------- | --------- |
| Neda Rahmanian       | Branka Marić †  | Kommissarin; stirbt bei Ermittlungen                     | 1–7      | 2016–2020 |
| Adriana Altaras      | Dada Marić      | Mutter von Branka Marić                                  | 1–7      | 2016–2020 |
| Aleksandar Jovanovic | Lado Trifunović | Skipper; liiert mit Branka Marić                         | 1–7      | 2016–2020 |
| Andreas Guenther     | Kai Benning     | Pilot                                                    | 1–7      | 2016–2020 |
| Sarah Bauerett       | Brigita Stević  | Gerichtsmedizinerin; kurzzeitig liiert mit Stascha Novak | 3–16     | 2018–2024 |

## Episodenliste
| Nr. | Originaltitel              | Erstausstrahlung | Regie           | Drehbuch            | Zuschauer             |
| --- | -------------------------- | ---------------- | --------------- | ------------------- | --------------------- |
| 1   | Der Teufel von Split       | 15. Sept. 2016   | Michael Kreindl | Christoph Darnstädt | 4,45 Mio. (15,8 % MA) |
| 2   | Tod einer Legende          | 22. Sept. 2016   | Michael Kreindl | Christoph Darnstädt | 4,70 Mio. (16,1 % MA) |
| 3   | Mord auf Vis               | 25. Jan. 2018    | Michael Kreindl | Christoph Darnstädt | 4,24 Mio. (13,5 % MA) |
| 4   | Messer am Hals             | 1. Feb. 2018     | Michael Kreindl | Christoph Darnstädt | 3,85 Mio. (11,8 % MA) |
| 5   | Der Mädchenmörder von Krac | 14. März 2019    | Michael Kreindl | Christoph Darnstädt | 5,40 Mio. (17,4 % MA) |
| 6   | Der Henker                 | 21. März 2019    | Michael Kreindl | Christoph Darnstädt | 5,05 Mio. (16,4 % MA) |
| 7   | Tote Mädchen               | 12. März 2020    | Michael Kreindl | Christoph Darnstädt | 4,00 Mio. (13,0 % MA) |
| 8   | Tränenhochzeit             | 19. März 2020    | Michael Kreindl | Christoph Darnstädt | 5,18 Mio. (16,4 % MA) |
| 9   | Jagd auf einen Toten       | 22. Apr. 2021    | Michael Kreindl | Christoph Darnstädt | 5,56 Mio. (17,6 % MA) |
| 10  | Die Patin von Privonice    | 29. Apr. 2021    | Michael Kreindl | Ulf Tschauder       | 6,33 Mio. (19,9 % MA) |
| 11  | Tod im roten Kleid         | 27. Jan. 2022    | Michael Kreindl | Christoph Darnstädt | 6,12 Mio. (19,7 % MA) |
| 12  | Vor Mitternacht            | 3. Feb. 2022     | Michael Kreindl | Christoph Darnstädt | 6,38 Mio. (20,1 % MA) |
| 13  | Der Todesritt              | 23. Feb. 2023    | Michael Kreindl | Ulf Tschauder       | 5,60 Mio. (19,7 % MA) |
| 14  | Split vergisst nie         | 2. März 2023     | Michael Kreindl | Christoph Darnstädt | 5,44 Mio. (19,9 % MA) |
| 15  | Scheidung auf Kroatisch    | 8. Feb. 2024     | Michael Kreindl | Christoph Darnstädt | 6,88 Mio. (26,4 % MA) |
| 16  | Die toten Frauen von Brac  | 15. Feb. 2024    | Michael Kreindl | Christoph Darnstädt | 5,06 Mio. (19,0 % MA) |

## Kritik
„Christoph Darnstädts Drehbuch beeindruckt durch viele interessante und glaubwürdige Figuren und hält auch einige überraschende Krimi-Twists parat. Das Multikulti-Ensemble ist ausnahmslos sehenswert, das Beziehungsnetz dicht und die Heldin mehrdimensionaler als erwartet.“ „Die Filme aus Kroatien sind also in jedem Fall eine Bereicherung für den Krimi-Donnerstag im ‚Ersten‘, aber das waren die nicht fortgesetzten ‚Urbino-Krimis‘ mit Einschränkung auch. Außerdem müssen die Zuschauer das mutig zusammengestellte Multikulti-Ensemble akzeptieren: Die überwiegende Mehrheit der Darsteller hat einen Migrationshintergrund. Gerade das macht zwar einen großen Reiz […] aus, birgt aber auch ein gewisses Risiko, zumal außer den Episodengästen kein Schauspieler Star-Status besitzt.“